# Severin Fiala

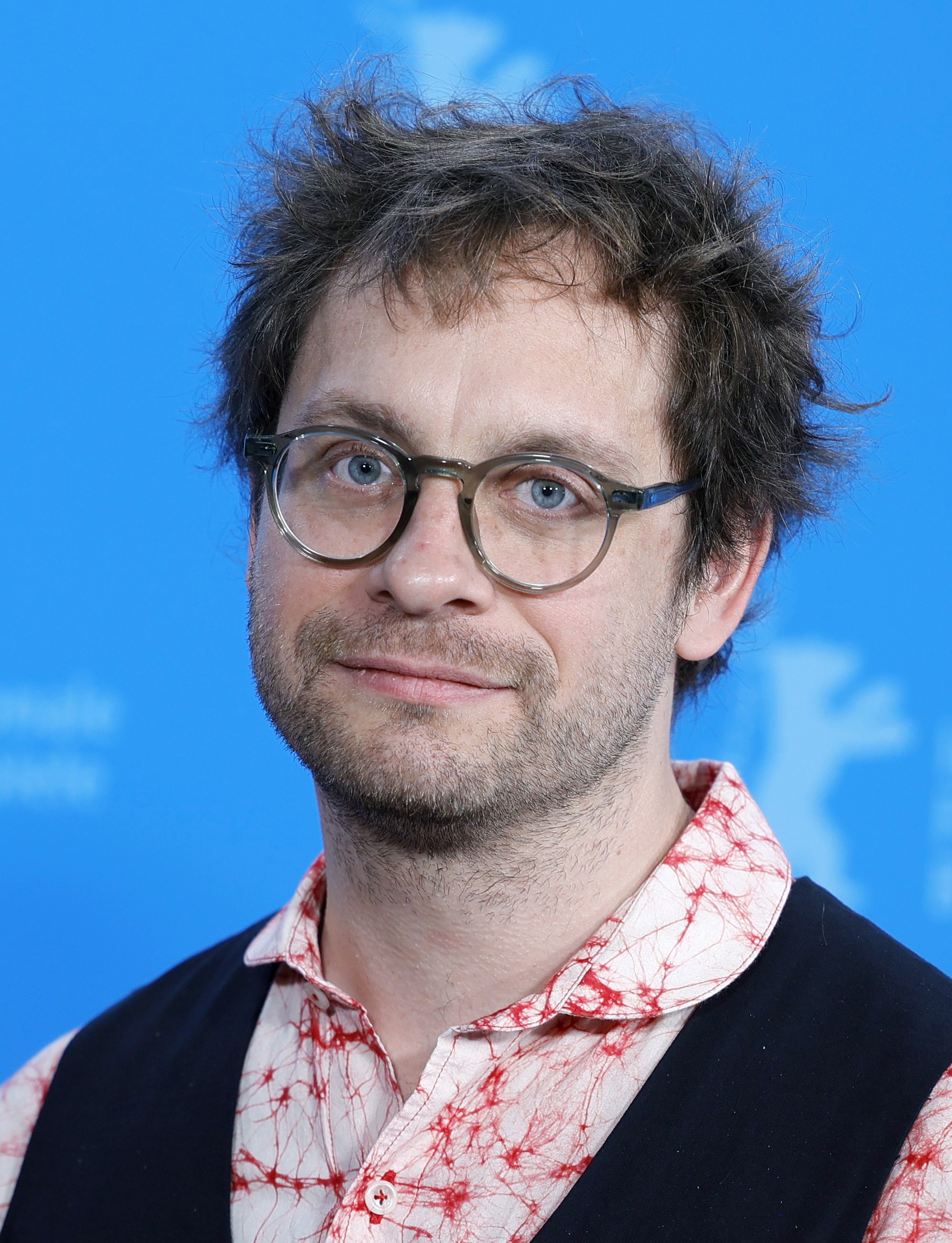
Severin Fiala (2024)

Severin Fiala (* 1985 in Horn) ist ein österreichischer Filmregisseur und Drehbuchautor.

## Leben
Severin Fiala studierte an der Filmakademie Wien Drehbuch. Sein Onkel ist der Filmregisseur, Drehbuchautor und Produzent Ulrich Seidl.
Seine Filme entstehen meistens in künstlerischen Kooperationen. So hat er im Jahr 2009 seinen ersten Kurzfilm Elefantenhaut gemeinsam mit Ulrike Putzer realisiert. Der Film feierte bei den Internationalen Kurzfilmtagen Oberhausen 2009 seine Premiere und gewann mehrere Preise.
Im Jahr 2003 gründete er gemeinsam mit Valentin Fiala, Nikolaus Eckhard und Klaus Haidl die Ölfilm Productions, ein Kollektiv, welches diverse sogenannte Ölfilme realisierte, darunter The End of Walnut Grove, der 2013 seine Premiere bei den Filmfestspielen in Locarno hatte.
Seit Jahren arbeitet Severin Fiala vor allem gemeinsam mit Veronika Franz. Mit ihr zusammen drehte er im Jahr 2012 sein Langfilmdebüt Kern, eine Dokumentation über Peter Kern. Darauf folgte Ich seh Ich seh, ihr erster gemeinsamer Spielfilm. Der Film hatte bei den Filmfestspielen Venedig Premiere und gewann in der Folge 26 Auszeichnungen, darunter der „Melies d'or“ für den besten europäischen Genrefilm des Jahres 2015. Beim Österreichischen Filmpreis 2016 wurde Fiala gemeinsam mit Franz in den Kategorien Beste Regie und Bester Spielfilm ausgezeichnet.
The Lodge, eine britisch-amerikanische Koproduktion, war der dritte Langfilm, den Severin Fiala und Veronika Franz gemeinsam realisierten. 2024 folgte mit Des Teufels Bad erneut eine Gemeinschaftsproduktion, die ihnen eine Einladung in den Hauptwettbewerb der 74. Berlinale einbrachte.

## Privates
Severin Fiala arbeitet seit 2004 ehrenamtlich als Notfallsanitäter, außerdem ist er Ortsstellenleiter-Stellvertreter beim Roten Kreuz Horn.

## Auszeichnungen (Auswahl)
- 2012: Goldene Taube der Medienstiftung im Rahmen des Leipziger DOK-Filmfestivals für den Film Kern (zusammen mit Veronika Franz)
- 2015: Thomas-Pluch-Drehbuchpreis – Spezialpreis der Jury für Ich seh ich seh
- 2015: Großer Diagonale-Preis für Ich seh ich seh als bester Spielfilm
- 2015: Wiener Filmpreis im Rahmen der Viennale für Ich seh ich seh[8]
- 2016: Österreichischer Filmpreis – Auszeichnung in den Kategorien Beste Regie und Bester Spielfilm für Ich seh ich seh
- 2024: Österreichischen Filmpreis – Auszeichnung in der Kategorie Bester Spielfilm für Des Teufels Bad [9]

## Nominierungen
- 2015: Europäischer Filmpreis  – Nominierung für Ich seh ich seh in der Kategorie Bester Erstlingsfilm[10]

## Filmografie
- 2009: Elefantenhaut (Regie und Drehbuch)
- 2012: Kern (Regie und Drehbuch)
- 2013: The End of Walnut Grove (Regie, Drehbuch, Kamera, Schnitt, Schauspiel)
- 2014: Ich seh Ich seh (Regie und Drehbuch)
- 2018: Die Sünderinnen vom Höllfall (Kurzfilm aus der Anthologie The Field Guide to Evil, auch Die Trud; Regie und Drehbuch)[11]
- 2019: The Lodge (Regie und Drehbuch)
- 2022: Servant (Staffel 3, Folge 9 Commitment); Regie gemeinsam mit Veronika Franz
- 2024: Des Teufels Bad; Regie gemeinsam mit Veronika Franz